# My Genderless Boyfriend
My Genderless Boyfriend (ジェンダーレス男子に愛されています。?, Jendāresu danshi ni aisareteimasu.) è un manga scritto e disegnato da Tamekou, serializzato sulla rivista mensile di manga josei Feel Young della casa editrice Shōdensha dall'8 febbraio 2018. La serie è finita l'8 marzo 2023. Da esso è stato tratto un dorama televisivo intitolato Colorful Love: Genderless danshi ni aisareteimasu (カラフラブル～ジェンダーレス男子に愛されていま?).

## Trama
My Genderless Boyfriend narra le vicende della relazione fra Meguru, un ragazzo che segue la moda genderless e molto popolare sui social per la sua bellezza, e Wako, una curatrice di manga che lavora per una casa editrice.

## Media

### Manga
Il manga, scritto e disegnato da Tamekou, è iniziato con la serializzazione sulla rivista mensile josei Feel Young della casa editrice Shōdensha dall'8 febbraio 2018 sotto l'etichetta Feel Comics FC Swing. L'8 febbraio 2023 è stato annunciato che la serializzazione sarebbe terminata l'8 marzo dello stesso anno.

#### Volumi[4]
| Nº | Data di prima pubblicazione | Data di prima pubblicazione | Data di prima pubblicazione | Data di prima pubblicazione |
| Nº | Giapponese                  | Giapponese                  | Italiano                    | Italiano                    |
| -- | --------------------------- | --------------------------- | --------------------------- | --------------------------- |
| 1  | 7 dicembre 2018             | ISBN 978-4-396-76752-5      | 22 settembre 2021           | ISBN 978-8-822-62620-2      |
| 2  | 8 Novembre 2019             | ISBN 978-4-396-76774-7      | 1 dicembre 2021             | ISBN 978-8-822-62803-9      |
| 3  | 7 Novembre 2020             | ISBN 978-4-396-76810-2      | 16 marzo 2022               | ISBN 978-8-82263038-4       |
| 4  | 8 Novembre 2021             | ISBN 978-4-39676-843-0      | 13 luglio 2022              | ISBN 978-8-822-63320-0      |

### Dorama
Il 2 marzo 2021, è stato annunciato un adattamento televisivo dorama. La serie, con il titolo Colorful Love: Genderless danshi ni aisareteimasu (カラフラブル～ジェンダーレス男子に愛されていま?) è andato in onda dal 1º aprile al 3 giugno 2021 sulle reti NTV e YTV e comprende un totale di 10 episodi. La serie è diretta da Izuru Kumasaka, Hiroaki Yuasa e Takeshi Matsuura, con Fumi Tsubota responsabile della composizione della serie e Akihiro Manabe della colonna sonora.  La sigla della serie è "Question" di Amber's.

#### Episodi
I titoli in italiano sono tradotti letteralmente.
| Nº | Titolo italiano Giapponese 「Kanji」 - Rōmaji | In onda        | In onda |
| Nº | Titolo italiano Giapponese 「Kanji」 - Rōmaji | Giapponese     |         |
| 1  | Episodio 1 「第1話」 - Dai-ichi-wa            | 1 aprile 2021  |         |
| 2  | Episodio 2 「第2話」 - Dai-ni-wa              | 8 aprile 2021  |         |
| 3  | Episodio 3 「第3話」 - Dai-san-wa             | 15 aprile 2021 |         |
| 4  | Episodio 4 「第4話」 - Dai-yon-wa             | 22 aprile 2021 |         |
| 5  | Episodio 5 「第5話」 - Dai-go-wa              | 29 aprile 2021 |         |
| 6  | Episodio 6 「第6話」 - Dai-roku-wa            | 6 maggio 2021  |         |
| 7  | Episodio 7 「第7話」 - Dai-nana-wa            | 13 maggio 2021 |         |
| 8  | Episodio 8 「第8話」 - Dai-hachi-wa           | 20 maggio 2021 |         |
| 9  | Episodio 9 「第9話」 - Dai-kyū-wa             | 27 maggio 2021 |         |
| 10 | Episodio 10 「第10話」 - Dai-jū-wa            | 3 giugno 2021  |         |